# Бабар и приключения слонёнка Баду
«Бабар и приключения слонёнка Баду» (англ. Babar and the Adventures of Badou) — анимационный детский телесериал, премьера которого состоялась в 2010 году. Основан на слоне Бабаре — персонаже, созданном Жаном и Лораном де Брюноффами.
Действие сериала «Бабар и приключения слонёнка Баду» происходит через несколько лет после оригинального мультсериала. В мультсериале фигурируют новые персонажи во вселенной Бабара, в том числе Баду, который является 8-летним внуком Бабара и протагонистом сериала.
Мультсериал «Бабар и приключения слонёнка Баду» спродюсирован студиями Nelvana, TeamTO и LuxAnimation в совместном производстве с TF1 и при участии Playhouse Disney France/The Walt Disney Company France. За три сезона было выпущено 65 эпизодов.
Премьера мультсериала «Бабар и приключения слонёнка Баду» состоялась 6 сентября 2010 года в Австралии на канале ABC2, 8 ноября того же года во Франции на канале TF1 и 22 ноября того же года в Канаде на канале YTV. Вице-президент и управляющий директор Jumbo Pictures и Nelvana Enterprises Колин Бом объяснил, что Nelvana была рада перенести Babar в 21 век с новым 3D-сериалом, а также комплексной программой лицензирования от TF1. Премьера также состоялась в США на канале Playhouse Disney.
Первый сезон длился с 14 февраля 2011 по 4 января 2012 года, второй — с 25 марта 2013 по 17 января 2014 года, а третий — с 10 июля 2014 по 2 января 2015 года.

## Описание
В мультсериале «Бабар и приключения слонёнка Баду» рассказывается о приключениях 8-летнего слонёнка Баду — внука Бабара, который вместе со своими друзьями и семьёй разгадывает многочисленные тайны, головоломки и ситуации в Селестевилле (англ. Celesteville). Кроме слонов, в городе появились и другие животные.

## Персонажи

### Ученики
- Баду (озвучены Далласом Йокичем и Дрю Эдкинсом) — слонёнок, является принцем Селестевиля, где живёт со своими бабушкой и дедушкой. Баду (для его друзей — «Боу») переполнен жаждой приключений. Он унаследовал дерзкий дух своего деда, бросаясь в любую ситуацию с безграничной уверенностью в том, что справится со всем, что она может на него обрушить. Он боготворит своего деда и чувствует необходимость доказать, что достоин своего легендарного статуса.
- Чику (озвучена Самантой Вайнштейн) — обезьянка, похожая на своего отца Зефира (англ. Zephir). В переводе с суахили Чику означает «канарейка». Чику очень любознательна и легко отвлекается. Быстро говорящая болтушка, которая может задать десяток вопросов одновременно, она убеждена, что под каждым камнем, на конце каждого провода и в сердце каждого урока есть что-то прекрасное. Она довольно изобретательна, часто строит игрушки или инструменты для других. Она опытная танцовщица благодаря своим природным акробатическим способностям и чувству равновесия.
- Манро (озвучен Тайлером Стивенсоном) — отважный хохлатый дикобраз, которого много раз трогали, однако его тело всегда было хорошо защищено иголками. Манро считает себя личным чемпионом Баду — Ланселотом с шипами. Несмотря на то, что он довольно пухлый, он очень атлетичен. Однажды у него появилась мечта стать членом Королевской гвардии (англ. Royal Guard), так как в настоящее время он слишком молод, чтобы вступить в неё, и в эпизоде «Разыгрывающий» (англ. Point Guard) Манро становится членом Младших королевских кадетов (англ. Junior Royal Cadets) — новой учебной программы, созданной королём Бабаром в качестве молодёжного тренировочного лагеря для подготовки таких детей, как Манро, которые стремятся стать частью Королевской гвардии. Он также практикует боевое искусство Квилл-Фу (англ. Quill-Fu), хотя в эпизоде «Искатель Фу» (англ. Fu Finder) выясняется, что большинство его движений Квилл-Фу были изучены из комиксов, в которых, по предложению Бабара, Манро разыскивает легендарного мастера Квилл-Фу, Джабси, который становится наставником Манро по боевым искусствам.
- Завади (озвучена Изабель де Картерет) — зебра, которая, как и остальные представители её рода, видит мир в чёрно-белом цвете; правильно и неправильно. Откровенная и иногда властная, Завади хочет сделать больше, чем просто слиться со стадом, и полна решимости оставить свой собственный след в мире. В переводе с суахили Завади означает подарок. Как и король Бабар, Завади проявляет любовь к цветам и садоводству.
- Джейк (озвучен Ноа Леманом и Гейджем Манро) — неряшливый 5-летний лисёнок. Осиротев как дикий котёнок, он добрался до Селестевилля, где подружился с Баду. Законный опекун — Корнелиус.

### Второстепенные герои
- Мисс Стрич (озвучена Кэтрин Дишер) — страусиха. Она служит учителем, дворцовым гидом для туристов, а также организует большинство мероприятий Селестевиля. Она очень взбалмошная и возбудимая, а веселье Баду и его друзей обычно делает её ещё более взволнованной. Время от времени Баду и дети в итоге учат её новым вещам, таким как теннис и выпекание.
- Крокодил (озвучен Бенедиктом Кэмпбеллом) — крокодил, который является послом Крокодилового королевства (англ. Crocodile kingdom) и дядей Терша и Дилаша. Будучи искусным интриганом, его закулисные стратегии варьируются от попыток захватить Селестевиль до побед в соревнованиях. Когда что-то идёт не так, он стонет: «Грязь и трясина!» (англ. Muck and mire!).
- Дилаш (озвучен Лайоном Смитом) — молодой крокодил, племянник Крокодила. Вместе со своим двоюродным братом он доставляет неприятности и пытается помешать приключениям Баду и его друзей. Он живёт в Селестевилле вместе с Тершем, чтобы его дядя Крокодил казался более респектабельным. В отличие от Терша, он злой и в некотором роде хулиган по отношению к Баду и его друзьям. В результате он более охотно соглашается с планами своего дяди Крокодила. И он, и его дядя без проблем пользуются доверчивостью Терша.
- Терш (озвучен Серджио Ди Зио) — молодой крокодил, который является двоюродным братом Дилаша и племянником Крокодила. В основном, его можно увидеть невольно помогающим своим родственникам в одной из их схем. Он может быть злым, но обычно поддерживает своего старшего двоюродного брата или дядю, а не откровенно злонамеренен. Он намного добрее и дружелюбнее, чем они, и другие дети в конце концов подружились с ним, особенно принц Баду. Как правило, он немного менее умён, чем другие, и несколько доверчив, и его дядя и двоюродный брат часто пользуются этим. Однако, несмотря на это, Терш глубоко переживает как за Дилаша, так и за Крокодила, поскольку однажды он просит своих друзей Баду и Манро помочь ему уберечь своего дядю от неприятностей. В одном из эпизодов он взял книгу зебры Завади для Дилаша, который продолжал говорить ему, как сильно она ему нравится, заставляя Завади ошибочно подозревать, что Дилаш украл её, не подозревая, что Дилаш был невиновен и что Терш взял книгу, чтобы сделать Дилаша счастливым. Когда правда раскрывается, Терш извиняется за то, что взял книгу без спроса, хотя по иронии судьбы сама Завади позаимствовала книгу, не спросив своих родителей, в результате чего и она, и Терш получают ценный урок о том, как брать вещи без разрешения.
- Босс Слогов — матриарх королевства Крокодилов, которая правит болотами. Как и Терш, она дружелюбна и является справедливым правителем, в отличие от Крокодила. Её защищает группа элитных телохранителей, известных как Драчуны (англ. Brawlers).
- Гэллоп (озвучен Лесли Карлсоном) — мудрый старый самец черепахи, который живёт недалеко от Селестевилля.
- Денди Энди (озвучен Скоттом МакКордом) — дикий лев, который является королём близлежащей саванны. Животных, которые живут в Селестевилле, Энди называет «ручными горожанами» (англ. tame towners). Однако, в отличие от остальных своих диких собратьев, Энди хладнокровен и дружелюбен. Довольно известен среди животных, обитающих на саванне. Как и большинство диких собратьев, он ходит на четвереньках. Он хороший друг Баду и его команды, которых часто предупреждает, если видит поблизости Слик. Из-за жизни в дикой природе он редко посещает Селестевиль, а во время своих редких визитов в Королевский дворец (англ. Royal Palace) ему часто трудно встать из-за того, что он не привык ходить по кафельному полу дворца, что приводит к тому, что Энди скользит.
- Ханна, Рамси и Скайла (все озвучены Жюли Лемье) — трио диких львиц, живущих в саванне, и подруги Денди Энди. Несмотря на то, что обычно они были дикими, они взяли Джейка к себе и вырастили его как котёнка, хотя муссон сдул его из их логова, и с тех пор они искали его. В эпизоде «День Джейка» (англ. The Day of the Jake) они воссоединяются с Джейком во время его, Баду и Чику миссии, чтобы выяснить день, когда Джейк приехал в Селестевилль и чуть не напал на Баду и Чику, но становятся дружелюбными, когда узнают, что они друзья Джейка, и с удивлением слышат, что Джейк теперь живёт во дворце с принцем Баду. Позже они посещают вечеринку по случаю дня рождения Джейка в Королевском дворце, хотя, как и Денди Энди, они не привыкли к кафельным полам дворца, и в результате им трудно стоять на ногах. Информация, которую они предоставили о прошлом Джейка, может оказаться ценной для Корнелиуса в его поисках информации о происхождении Джейка. Они называют Баду, его семью и друзей «ручными горожанами».
- Деб Маус — добросердечная мышка, впервые появившаяся в эпизоде «Шпионская ловушка» (англ. Spy Trap), которая живёт во дворце со своими детьми.
- Лулу — младшая двоюродная сестра Баду, такая же возбудимая и весёлая, как и он. У неё есть кукла-жираф по имени Дженна (англ. Jenna). Она боготворит своего старшего двоюродного брата и, к его большому огорчению, хочет проводить с ним большую часть своих визитов. Визуально Лулу похожа на Изабель (англ. Isabelle), младшую дочь Бабара, когда она была маленькой девочкой, тем самым намекая на то, что она её дочь.
- Руди (озвучен Самантой Рейнольдс) — носорог, принц Носорога, внук лорда и леди Ратакс и сын Виктора. У него есть соперничество с Баду, как у его деда с Бабаром.
- Капитан Дарлинг — моряк-крокодил. Приветливая и симпатичная, она часто встречается в доках Селестевилля.
- Marabou Mail — служба доставки африканского марабу в Селестевилле.
- Мистер Хэнди Бегемот — бегемот из Селестевилля.
- Хут (озвучена Таджа Айзен) — дружелюбная дикая пятнистая гиена, живущая в саванне, подруга Денди Энди. Она — единственное животное, которое разделяет вкус Джейка в еде (бутерброды Spinkweed с заправкой из жабьих слюней) и безудержная практичная шутница. Тем не менее, она хорошо разбирается в этом, обычно находя шутки над ней такими же смешными, как и те, которые она разыгрывает над другими. Впервые она появляется в эпизоде «Схватка в Саванне» (англ. Savannah Scramble), преследуя Баду и Джейка, которые направлялись на помощь своему другу Денди Энди, чья лапа застряла под камнем. Опасаясь, что она может причинить вред Энди, так как он был не в состоянии защитить себя, Баду и Джейк пытаются выманить её, но в итоге оказываются в ловушке в пещере, хотя их спасает Хут, только чтобы узнать, что она дружелюбна и является поклонницей Энди до такой степени, что считает его крутым. Она помогает Баду и Джейку освободиться и с удивлением узнаёт, что ей удалось познакомиться не только со знаменитым денди Энди, но и с Бабаром — королём слонов.
- Профессор Розикевак (озвучена Эллен-Рэй Хеннесси) — учёный-жираф, невероятно умная, но из-за своего размера также очень неуклюжая, так как она всегда бьётся головой обо что угодно. Она использует свой дирижабль в качестве мобильной лаборатории под названием «Дирижабль» (англ. Blimp-Lab). В эпизоде «Разыгрывающий» показано, что её лаборатория оснащена вакуумным носовым аппаратом, способным всасывать все виды объектов, хотя следует соблюдать осторожность, так как слишком большое количество или что-то тяжёлое, например, валун, может утяжелить дирижабль и, как следствие, помешать полёту.
- Джаббси — легендарный мастер боевых искусств с хохлатым дикобразом, который искал Needle Noggin — легендарный шлем с шипами дикобраза. В прошлом он обучал Бабара боевым искусствам. В эпизоде «Искатель Фу» Манро и Баду ищут его, чтобы он мог научить Манро. При этом их преследует Просперо (англ. Prospero), который хочет получить карту, которую они несут, хотя Джаббси помогает им победить пирата. Джаббси очень проницателен, так как он легко узнал принца Баду и Манро, услышав рассказы об их подвигах. Он становится учителем Манро по квилл-фу. В эпизоде «Игольчатая башка» (англ. The Needle Noggin) выясняется, что Джаббси нашёл пещеру, где находился Needle Noggin, но понял, что он не тот, кто должен был претендовать на него, и решил подождать того, кто был. Когда Манро и Баду в конце концов находят шлем, было решено, что Джаббси будет держать его до тех пор, пока Манро не станет мастером Квилл-Фу.
- Геропотам (озвучен Дуэйном Хиллом) — бегемот и археолог. Он называет Баду «щенком» (англ. pup).
- Королева Клео — королева слонов древнего затерянного племени Слонов, живших давным-давно, в далёком прошлом. Многие артефакты времён, когда она правила, можно найти в каньоне Песни Ветра (англ. Wind Song Canyon). Геропотам, Бабар и Баду обнаружили артефакты, относящиеся ко временам королевы Клео, большинство из которых выставлены во дворце. Говорят, что члены племени Клео любят бананы, так как гнилые бананы часто можно найти в руинах и важных местах, датируемых временами Клео. В эпизоде «Не нажимай кнопку» (англ. Don't Push the Button) Бабар и Баду помогают Геропотаму спасти статую королевы Клео от обрушения после того, как Баду случайно приводит в действие древнюю ловушку. В эпизоде «Айла» (англ. Ayla) выясняется, что потомки королевы Клео и её племя поселились в Скрытой долине (англ. Hidden Valley), попасть в которую можно было только с помощью рога, известного как Проходящая труба (англ. Passing Pipe). Выясняется, что некоторые аспекты культуры её племени являются общими как для семьи Бабар, так и для племени Зелёного Слона (англ. Green Elephant), например, «Походная песня Бабара» (англ. Babar’s Hiking Song), которая известна среди племени Зелёных Слонов как старая песня времён Клео, которую семья Бабара переняла в какой-то момент, не зная о её связи с королевой Клео. Поскольку трое её известных потомков являются Зелёными Слонами, можно предположить, что сама королева Клео также была зелёной.
- Айла (озвучена Ниссае Айзен) — принцесса племени Зелёных Слонов, дочь короля Гранка (англ. Grank) и сестра Кандина (англ. Candeen). Также является потомком королевы Клео. Она живёт в Скрытой долине со своим отцом, братом и остальными членами своего племени. Как и Баду, она довольно спортивна и предприимчива.
- Король Гранк — король племени Зелёных Слонов и отец Айлы и Кэндина. Также является потомком королевы Клео. Он правит племенем Зелёных Слонов в Скрытой долине. Поначалу он с недоверием относится к Бабару, Баду и Манро из-за того, что они чужаки. Однако после того, как Бабар, Баду и Манро помогают Айле спасти её отца от тигровых змей, он становится с ними друзьями. Позже он объясняет, что во времена королевы Клео Долина была местом, где можно было укрыться в трудные времена, хотя в конце концов некоторые члены племени Клео поселились в Долине, чтобы растить свои семьи. После того, как Гранк жалуется, что его народ ещё не готов исследовать внешний мир, Бабар обещает держать в секрете Скрытую долину племени, пока они не будут готовы.
- Кандин — принц племени Зелёных Слонов, брат Айлы и сын короля Гранка. Также является потомком королевы Клео.
- Надзиратель Уайдботтом — бегемот и рейнджер, живущий на станции.
- Мистер Шеф Бегемот — бегемот, который готовит всё на еде.
- Кэнди Кук — повар-бегемот, работающий в кондитерской.
- Эйвери О'Дэйр — кондор и пилот, который летает на самолёте под названием «wing-a-dinger».

### Антагонисты
- Слик (озвучена Молли Джонсон) — дикая чёрная пантера, которая всегда пытается поймать и съесть цивилизованных животных, живущих в Селестевилле, которых она называет «ручными горожанами».
- Тигровые змеи — дикие змеи, населяющие джунгли Скрытой долины, тигровыми змеями их называют из-за полос. В эпизоде «Айла» две тигровые змеи нападают на Гранка и Кандина. Баду, Бабар, Манро и Айла спасают их, используя старый трюк племени Зелёных Слонов, когда они заманивают двух змей в полое бревно.
- Кайлус (озвучен Дэном Чамероем) — бродячий дикий лев в саванне и соперник Денди Энди. Он называет Баду, его семью и друзей «ручными горожанами».
- Сквиз — крупный дикий центральноафриканский скальный питон, обитающий в джунглях.
- Жаба Мудрости — мифическая жаба, у которой, как говорят, есть ответ на все вопросы.
- Королева пауков — мудрая гигантская паучиха, живущая в пещере.
- Просперо (озвучен Дэном Чамероем) — буйвол и пират из буша. Официально запрещённый в королевстве, он всё ещё тайком занимается контрабандой, особенно если она приносит ему прибыль. У него есть привычка разговаривать со своей змеевидной тростью, которую он называет Слаем. Он называет Баду «бойу» (англ. boyoo).
- Капитан Блэктранк — злобный пират-слон, который является самым злым персонажем из всех. У него есть команда из других пиратов.
- Джек Нагл-Ай — подлый пират-крокодил, который работает вместе со своим лучшим другом, обезьяной Мейтом.
- Мейт — подлый пират-обезьяна, работающий под руководством Джека.
- Двупалый Трент — подлый пират-бегемот, работающий под руководством Блэктранка.
- Ровер — подлый пират-носорог, работающий под руководством Блэктранка и Зорка Зебратира.
- Зорк Зебратир (англ. Zork the Zebrateer) — подлый пират-зебра, работающий под руководством Блэктранка и Носорога.
- Мистер Флуди (озвучен Ричардом Бинсли) — бегемот и торговец, который продаёт товары в Селестевилле.
- Яу и Шани (оба озвучены Ричардом Бинсли) — две проблемные дикие пятнистые гиены. Они появились в эпизоде «Сёрфинг в Саванне» (англ. Savannah Surfing).

### Оригинальные персонажи
- Король Бабар (озвучен Гордоном Пинсентом) — король Селестевиля, отец Пома и дед Баду. Внук называет его «Папи» (англ. Papi). Когда он был слонёнком, его мать была убита охотником, когда она пыталась увести Бабара в безопасное место.
- Королева Селеста (озвучена Дон Гринхалг) — жена и невеста Бабара. Она является тёзкой Селестевиля, матери Пома и бабушки Баду. Внук называет её «Нана» (англ. Nana).
- Корнелиус (озвучен Крисом Уиггинсом) — главный советник Бабара и премьер-министр Селестевиля. Бывший военный медик, он иногда делится своими знаниями о неотложной медицинской помощи в кризисных ситуациях, например, когда лапа Денди Энди оказалась в ловушке под большим камнем в эпизоде «Схватка за саванну». Он также является законным опекуном осиротевшего лисёнка, Джейка, и проводит своё свободное время, пытаясь узнать больше о происхождении Джейка в надежде найти настоящих родителей или родственников Джейка.
- Пом (озвучен Дэном Леттом) — старший сын Бабара и Селесты. Став взрослым, он стал отцом Баду и мужем Барвинка. Он также является городским архитектором и сотрудником по охране труда и технике безопасности. Раньше он называл своего отца «Отец» (англ. Father) и «Папа» (англ. Dad), но теперь называет его «Поп» (англ. Pop).
- Барвинок (озвучена Молли Джонсон) — мать Баду, невестка Бабара и жена Пома. Она — врач из Селестевилля, чьё хобби — металлические скульптуры.
- Зефир (озвучен Джеффом Пустилом) — хороший друг Бабара и отец Чику.
- Королевская гвардия Селестевиля — королевская гвардия, которая защищает Селестевиль и королевскую семью. Их часто можно увидеть охраняющими дворец или защищающими жителей Селестевиля от преступников, таких как Просперо и Блэктранк. Манро стремится однажды вступить в Королевскую гвардию, когда станет старше, и тренируется, чтобы стать младшим королевским кадетом. Учебная программа предназначается для подготовки следующего поколения Королевской гвардии, которые ещё не достаточно взрослые, чтобы вступить в неё. По-видимому, они в основном слоны, хотя подразумевается, что не-слоны, такие как Манро, могут присоединиться, как только станут достаточно взрослыми. Очевидно, что они представляют собой силу, с которой нужно считаться, поскольку преступники, такие как Просперо, и антагонисты, такие как Крокодил, проявляют страх перед ними. Баду и его друзья часто пользуются этим, чтобы отпугнуть злодеев или выиграть время для прибытия Бабара и настоящих гвардейцев, притворяясь, что Королевская гвардия близко, имитируя звук марша гвардейцев и другие тактики.
- Генерал Хук (озвучен Ароном Тагером) — генерал, представляющий Монкивилль (англ. Monkeyville), который впервые появляется в книге под названием «Бабар и Зефир» (англ. Babar and Zephir) и оказывается тестем Зефира и дедушкой Чику.
- Лорд Ратакс (озвучен Адрианом Трассом) — король Носорога, отец Виктора и дед Руди. Несмотря на то, что обычно его жена проявляет себя как захватчица, она может контролировать его, когда она расстроена.
- Леди Ратакс (озвучена Джейн Иствуд) — жена лорда Ратакса, мать Виктора и бабушка Руди. Она показана горькой, хотя и очень защищающей Руди. В отличие от оригинального сериала, Лорд Ратакс был хвастлив и подл, а леди Ратакс была гораздо дружелюбнее своего мужа.

## Трансляция
Трансляция мультсериала «Бабар и приключения слонёнка Баду» началась 6 сентября 2010 года в Австралии на канале ABC, однако премьера состоялась 22 ноября того же года в Канаде на канале YTV (позднее — Treehouse TV). В США сериал был продан компании Disney Junior. Позже сериал начал транслироваться на каналах Qubo (с 30 декабря 2019 года по 27 февраля 2021 года), M-net (в Южной Африке), а также CITV и Tiny Pop (в Великобритании). В России премьера состоялась на телеканале «Карусель». На Ближнем Востоке премьера состоялась на канале Spacetoon (вместе с Baraem и Jeem TV), а в Италии — на канале Frisbee.